# 923年
| 千纪： | 1千纪 |
| 世纪： | 9世纪 \| 10世纪 \| 11世纪 |
| 年代： | 890年代 \| 900年代 \| 910年代 \| 920年代 \| 930年代 \| 940年代 \| 950年代 |
| 年份： | 918年 \| 919年 \| 920年 \| 921年 \| 922年 \| 923年 \| 924年 \| 925年 \| 926年 \| 927年 \| 928年 |
| 纪年： | 癸未年（羊年）；南吴顺义三年；（晋、岐）天祐十六年；后梁（吴越、闽）龙德三年；前蜀五年；于阗同慶十二年；大長和貞祐三年；契丹天赞二年；南汉七年；后唐（闽）同光元年；高丽天授六年；日本延喜二十三年，延長元年；后百济正开二十三年；高丽天授六年 |

## 大事记
- 中国
  - 3月12日——吳越王錢鏐被后梁冊封為吳越國王，正式建国，定都杭州。
  - 5月13日——李存勗稱帝建後唐。
  - 11月19日——後唐攻滅後梁，定都洛陽。

- 歐洲
  - 法蘭西公爵羅貝爾一世被西部貴族推選為王，與查理三世的擁護者激戰，羅貝爾一世本人戰死，查理三世也遭到囚禁，羅貝爾的女婿勃艮第公爵拉烏爾一世被推選為國王。

## 出生
- 朱雀天皇，日本第61代天皇。

## 逝世
- 6月15日——羅貝爾一世 ，出身於卡佩家族的法國國王。（865年出生，78岁）
- 11月15日——王彥章，後梁將領。
- 11月18日——後梁末帝朱友貞。
- 韓偓，晚唐詩人。